# Abd al-Fattah Ismail
Abd al-Fattah Ismail al-Dschawfi (arabisch عبد الفتاح إسماعيل الجوفي, DMG ʿAbdu l-Fattāḥ Ismāʿīl al-Ǧaufī; * Juli 1939; † 13. Januar 1986) war vom 21. Januar 1978 bis zum 21. April 1980 Präsident des Südjemen sowie Begründer, Führer und charismatischer Ideologe der Jemenitischen Sozialistischen Partei. 1986 kam er während eines Bürgerkriegs mit seinem politischen Rivalen Ali Nasser Muhammad ums Leben.
Abd al-Fattah Ismail wurde 1939 im Nordjemen geboren. Er wuchs in Aden auf und begann hier 1957 auf einer Erdölraffinerie zu arbeiten. Er war ein Mitbegründer des Arab Nationalist Movement und wurde von den britischen Behörden wegen politischer Agitation inhaftiert. 1961 wurde er Lehrer und blieb weiterhin politisch aktiv, so als Mitbegründer der National Liberation Front (NLF).
Am 14. Oktober rief die NLF im Südjemen zum Unabhängigkeitskampf gegen die britische Kolonialmacht auf, an dem sich Abd al-Fattah Ismail maßgeblich beteiligte. Mit Hilfe der Bevölkerung konnten die meisten Gebiete der Kronkolonie unter Kontrolle gebracht werden. Großbritannien nahm daraufhin Verhandlungen mit der NLF auf und zog seine Truppen zurück. Am 20. November 1967 verschwand der letzte Britische Hochkommissar Humphrey Trevelyan in einem Flugzeug, das ihn nach London zurückbrachte. Am 30. November 1967 rief die NLF die Demokratische Volksrepublik Jemen aus. Abd al-Fattah Ismail wurde zum Minister für Kultur und Einheit ernannt. Im folgenden Machtkampf innerhalb der NLF wurde er für kurze Zeit vom rechten, dem Militär nahestehenden Lager inhaftiert. Am 22. Juni 1969 konnte sich der linke Flügel mit Abdul Fattah Ismail durchsetzen.
Im folgenden Jahrzehnt erreichte er führende Positionen in der NLF. Am 21. Januar 1978 wurde er Präsident der Demokratischen Volksrepublik Jemen. Er trat für einen Dialog der linken Parteien ein, was zur Gründung der Jemenitischen Sozialistischen Partei (JSP) führte, auf deren erstem Parteikongress im Oktober 1978 er zum Generalsekretär gewählt wurde. 1980 trat er aus gesundheitlichen Gründen von allen Ämtern zurück und begab sich in Moskau bis 1985 in medizinische Behandlung. Sein Einfluss auf die marxistische Einheitspartei blieb erheblich. Nachdem er nach seiner Rückkehr 1985 erneut ins Politbüro gewählt worden war, kam es zu einem Machtkampf mit seinem Nachfolger als Staatspräsident, Ali Nasser Muhammed. Am 13. Januar 1986 eskalierte der Konflikt zwischen den beiden Lagern in Aden zu einem Bürgerkrieg, der damit begann, dass Ali Nasir nicht auf der Sitzung des Politbüro erschien, sondern seine Leibwächter und dort neben dem Vizepräsidenten Ali Ahmed Antar und acht Mitgliedern des ZK vier weitere Mitglieder des Politbüros töteten, unter ihnen Abd al-Fattah Ismail. In den folgenden Auseinandersetzungen kamen mehrere tausend Menschen ums Leben.